# Murbacher Ried
Das Naturschutzgebiet Murbacher Ried liegt auf dem Gebiet der Gemeinde Gottmadingen im baden-württembergischen Landkreis Konstanz.

## Lage
Das 11,345 Hektar große Gebiet liegt südöstlich des Ortsteils Murbach und ist Bestandteil des FFH-Gebiets Gottmadinger Eck sowie des Naturraums Hegau.

## Schutzzweck
Wesentlicher Schutzzweck des Gebiets ist laut Schutzgebietsverordnung die Erhaltung, Sicherung und Entwicklung des Gebiets als Feuchtgebietskomplex mit Verlandungsmoor und Hangquellmoor, mit dazwischenliegendem landwirtschaftlich genutztem Grünland mittlerer Standorte; strukturreiche Landschaft mit Feuchtwiesen, Gehölzbeständen, artenreichen Moorflächen; Lebensraum zahlreicher gefährdeter, zum Teil vom Aussterben bedrohter Tier- und Pflanzenarten; Lebensraum für Amphibien und Reptilien, Vögel, Wirbellose wie Heuschrecken, Laufkäfer und Spinnen; Gebiet zur Bewahrung der Funktionsfähigkeit des Naturhaushaltes einschließlich der damit verbundenen Ökosystemdienstleistungen. Außerdem ist die Erhaltung, Sicherung und Entwicklung der in dem Gebiet vorkommenden Lebensraumtypen nach Anhang I der FFH-Richtlinie, insbesondere der Lebensraumtypen ‚Magere Flachlandmähwiesen‘, ‚Pfeifengraswiesen‘, ‚Kalkreiche Sümpfe mit Schneidried‘ und ‚Kalkreiche Niedermoore‘ als weiterer Schutzzweck angegeben.